# Stanisław Matysik
Stanisław Matysik (ur. 9 marca 1921 w Trzemesznie, zm. 1 marca 1994 w Sopocie) – polski prawnik, profesor nauk prawnych, nauczyciel akademicki wielu uczelni w Polsce i we Francji, w tym profesor zwyczajny Uniwersytetu Gdańskiego, specjalista w zakresie prawa morskiego, prawa cywilnego i prawa międzynarodowego publicznego. Pierwszy dziekan Wydziału Prawa i Administracji Uniwersytetu Gdańskiego (1970–1974).

## Życiorys
Był synem Józefa Matysika, nauczyciela gimnazjalnego z Chojnic (zamordowanego przez Niemców w 1939 po wybuchu wojny), i Marii z domu Woźniczko, dyrektor gimnazjum w Chojnicach. W 1939 uzyskał maturę w Państwowym Liceum Humanistycznym w Chojnicach. W okresie okupacji niemieckiej mieszkał z rodziną w Generalnym Gubernatorstwie i na Kresach Wschodnich. Pracował jako robotnik, m.in. w Przedsiębiorstwie Budowy Dróg i Mostów w Skarżysku.
Ukończył studia prawnicze na Wydziale Prawno-Ekonomicznym Uniwersytetu Mikołaja Kopernika w Toruniu. Tam też w 1949 otrzymał stopień naukowy doktora na podstawie pracy pt. Prawo nadbrzeżne (Ius naufragii) - studium z historii prawa morskiego. W 1950 został wykładowcą w sopockiej Wyższej Szkole Handlu Morskiego (później: Wyższa Szkoła Ekonomiczna), w której w latach 1951–1970 pełnił funkcję kierownika Katedry Prawa Morskiego. W 1953 został prorektorem WSR, w 1954 rektorem tej uczelni (na stanowisko rektora wybierany był także w 1956 i 1956; ze stanowiska odszedł w 1962). W 1954 otrzymał tytuł profesora nadzwyczajnego. W latach 1958–1970 był kierownikiem Katedry Prawa Cywilnego na UMK w Toruniu, a od 1958 do 1961 kierownika Katedry Prawa Postępowania Cywilnego na tym wydziale. Pełnił także funkcję prorektora UMK. Został profesorem zwyczajnym.

W związku z powstaniem w 1970 Uniwersytetu Gdańskiego, został 1 maja 1970 powołany na stanowisko pierwszego dziekana-organizatora Wydziału Prawa i Administracji UG. Funkcję tę pełnił do 1974. W latach 1970–1977 zajmował stanowisko dyrektora Instytutu Prawa Morskiego na tym wydziale. W latach 1977–1980 był profesorem w Instytucie Badania Prawa Sądowego Ministerstwa Sprawiedliwości, natomiast w latach 1980–1981 nauczycielem akademickim Wydziału Prawa i Administracji Uniwersytetu Łódzkiego jako wykładowca prawa międzynarodowego publicznego. Gdy w 1981 prowadził wykłady na Uniwersytecie w Strasburgu, w Polsce wprowadzono stan wojenny. Zdecydował się na pozostanie we Francji, gdzie był wykładowcą na Uniwersytecie w Paryżu I (Panteon – Sorbonne), na Uniwersytecie w Strasburgu II (obecnie Université Robert Schuman), na Uniwersytecie Górnej Alzacji (Université de Saute – Alsace) i w Instytucie Międzynarodowego Transportu (Institut International des Transport) w Miluzie. W 1989 powrócił do Polski. W latach 1990–1991 prowadził zajęcia w Katedrze Prawa Morskiego UG oraz w Wyższej Szkole Morskiej w Gdyni. Na Uniwersytecie Gdańskim pracował, pomimo przejścia na emeryturę, do śmierci.

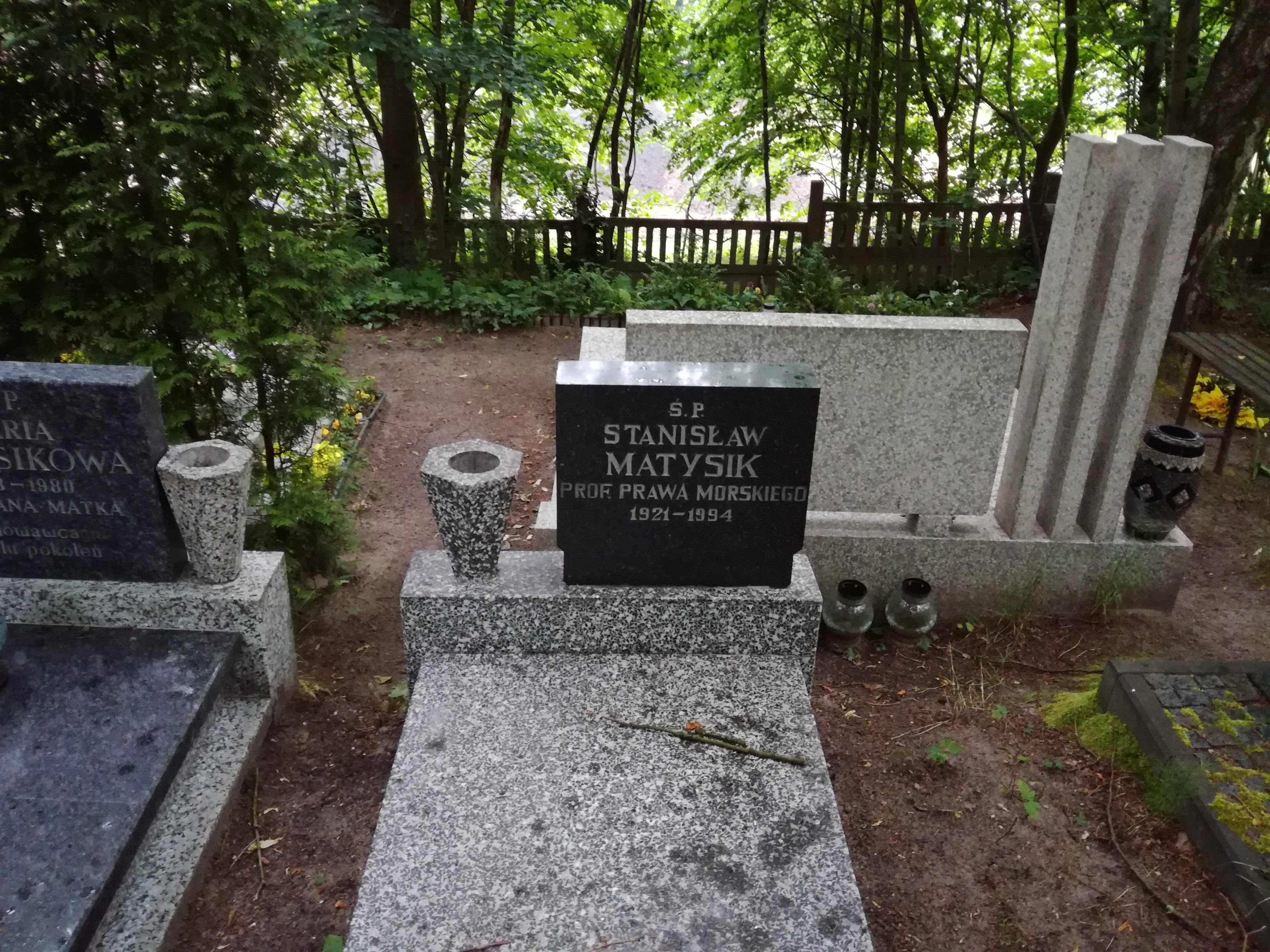
Grób prof. Stanisława Matysika na cmentarzu komunalnym w Sopocie

W latach 1956–1957 był przewodniczącym Wydziału I Nauk Społecznych i Humanistycznych, w 1971–1973 drugim wiceprezesem Gdańskiego Towarzystwa Naukowego. W latach 1957–1958 był przewodniczącym komisji do przygotowania projektu kodeksu morskiego. W latach 1973–1976 był Centralnej Komisji Kwalifikacyjnej ds. Kadr Naukowych przy Prezesie Rady Ministrów. 
Dwukrotnie żonaty. Po raz pierwszy od 1952 był mężem Zofii z domu Tomaszewicz, chemiczki, docenta UG. Po raz drugi ożenił się z Teresą z domu Fleszar, radczynią prawną PLO. Z pierwszego małżeństwa miał syna Wojciecha, inżyniera elektronika, i córkę Annę po mężu Mydlarską, reżyserkę filmów dokumentalnych. 
Zmarł w Sopocie, pochowany na sopockim cmentarzu komunalnym (kwatera C5-1-21).

## Wybrane publikacje
- Prawo nadbrzeżne. Ius naufragii (1950)
- Prawo morskie Gdańska. Studium historycznoprawne (1958)
- Prawo morskie. Zarys systemu (3 tomy, 1971–1975)
- Podręcznik prawa morskiego (5 wydań)[1]

## Ordery i odznaczenia
- Krzyż Oficerski Orderu Odrodzenia Polski (1970)
- Krzyż Kawalerski Orderu Odrodzenia Polski (1964)
- Złoty Krzyż Zasługi (1956)[1]